# Dasyvalgus bimaculatus
Dasyvalgus bimaculatus är en skalbaggsart som beskrevs av Ernst Gustav Kraatz 1896. Dasyvalgus bimaculatus ingår i släktet Dasyvalgus och familjen Cetoniidae. Inga underarter finns listade i Catalogue of Life.